# Monsenhor Paulo
Monsenhor Paulo is een gemeente in de Braziliaanse deelstaat Minas Gerais. De gemeente telt 7.582 inwoners (schatting 2009).

## Aangrenzende gemeenten
De gemeente grenst aan Campanha, Cordislândia, Elói Mendes, São Gonçalo do Sapucaí, Três Corações en Varginha.